# 廓州
廓州（かくしゅう）は、中国にかつて存在した州。南北朝時代から宋代にかけて、現在の青海省東部に設置された。

## 魏晋南北朝時代
576年（建徳5年）、北周が吐谷渾を西方に駆逐すると、河南の地に廓州が置かれた。

## 隋代
隋初には、廓州は2郡5県を管轄した。583年（開皇3年）、隋が郡制を廃すると、廓州の属郡は廃止された。607年（大業3年）に州が廃止されて郡が置かれると、廓州は澆河郡と改称され、下部に2県を管轄した。隋代の行政区分に関しては下表を参照。
| 隋代の行政区画変遷 | 隋代の行政区画変遷   | 隋代の行政区画変遷 | 隋代の行政区画変遷 | 隋代の行政区画変遷 |
| 区分               | 開皇元年             | 開皇元年           | 区分               | 大業3年            |
| ------------------ | -------------------- | ------------------ | ------------------ | ------------------ |
| 州                 | 廓州                 | 廓州               | 郡                 | 澆河郡             |
| 郡                 | 洮河郡               | 達化郡             | 県                 | 河津県 達化県      |
| 県                 | 洮河県 安戎県 広威県 | 達化県 綏遠県      | 県                 | 河津県 達化県      |

## 唐代
619年（武徳2年）、唐により澆河郡は廓州と改められた。742年（天宝元年）、廓州は寧塞郡と改称された。758年（乾元元年）、寧塞郡は廓州の称にもどされた。廓州は隴右道に属し、広威・達化・米川の3県を管轄した。760年（上元元年）、吐蕃が廓州を攻め落とした。

## 宋代
1099年（元符2年）、北宋により廓州は寧塞城と改められた。1104年（崇寧3年）、寧塞城が放棄され、同年のうちに奪回されると、再び廓州が置かれた。廓州は秦鳳路に属し、膚公城・米川城・綏平堡・同波堡・寧塞寨を管轄した。